# Цамбула
Цамбула (рум. Ţambula) — село в Сынжерейском районе Молдавии. Является административным центром коммуны Цамбула, включающей также села Октябрьское и Пэлэрия.

## География
Село расположено на высоте 158 метров над уровнем моря.

## Население
По данным переписи населения 2004 года, в селе Цамбула проживает 611 человек (290 мужчин, 321 женщина).
Этнический состав села:
| Национальность | Число жителей | Процентный состав |
| -------------- | ------------- | ----------------- |
| украинцы       | 438           | 71.69             |
| молдаване      | 131           | 21.44             |
| русские        | 32            | 5.24              |
| поляки         | 1             | 0.16              |
| гагаузы        | 1             | 0.16              |
| прочие         | 8             | 1.31              |
| Всего          | 611           | 100%              |